# Karl Larenz
Karl Larenz (Wesel, 23 de abril de 1903 — Olching, 24 de janeiro de 1993) foi um jurista e filósofo do direito alemão.
Larenz foi Professor em duas importantes universidades da Alemanha: Universidade de Kiel (Christian-Albrechts-Universität zu Kiel) e Universidade de Munique (Ludwig-Maximilians-Universität München), neste derradeira lecionou de 1960 até o fim de sua carreira acadêmica.
Como jurista destacou-se na área do Direito Civil, tendo produzido diversas obras que se fizeram e fazem autoridade na disciplina. Seus ensinamentos muito influenciaram os pensadores pátrios. Dentre os que adotaram sua doutrina, destaca-se o Professor Orlando Gomes.
Foi um dos pensadores da escola da jurisprudência dos valores

## Obras
- Lehrbuch des Schuldrechts, Beck Juristischer, 1987 (ISBN 3406319971).
- Allgemeiner Teil des deutschen Bürgerlichen Rechts, Beck Juristischer, 2004 (ISBN 3406498434).
- Methodenlehre der Rechtswissenschaft, Heidelberg 1960 (ISBN 3540590862), em Portugal - Medodologia da Ciência do Direito, Calouste Gulbenkian, 2005 (ISBN 9723107708).
- Deutsche Rechtserneuerung und Rechtsphilosophie, Recht und Staat in Geschichte und Gegenwart Nr. 109, Tübingen 1934
- Volksgeist und Recht, in: Zeitschrift für deutsche Kulturphilosophie 1935, S. 40 ff.
- Rechtsperson und subjektives Recht, in: Larenz, Karl (Hrsg.), Grundfragen der neuen Rechtswissenschaft, Berlin 1935, S. 225 ff.
- Über Gegenstand und Methode völkischen Rechtsdenkens, Berlin 1938.